# Verbandspokal

Logo německého fotbalu

Verbandspokal (tj. „Zemský pohár“; v některých spolkových zemích se používá název Landespokal) je nejvyšší pohárová soutěž ve fotbale v jednotlivých spolkových republikách Německa. Hraje se vedle hlavního DFB-Pokalu. Této soutěže ze zúčastňují týmy z profesionální 3. ligy, poloprofesionální regionální 4. ligy a dále ryze amatérské Oberligy (5. ligy), Landesligy (6. ligy) a Landesklasse (7. ligy). 
Do Verbandspokalu ještě postupují vítězové tzv. Kreispokalu, což je pohárová soutěž na úrovni okresu. 
Verbandspokal se hraje v 21 spolkových zemích Německa. Německo má pouze 16 spolkových zemí, ale fotbalové svazy např. Bádenska-Württemberska hrají svůj pohár zvlášť, tedy Badischer Pokal a WFV-Pokal. Z Verbandspokalu vítěz postupuje do DFB-Pokalu, což kromě sportovní prestiže přináší i ekonomickou injekci. To skvěle motivuje právě týmy z amatérských soutěží.
Do DFB-Pokalu postupují na divokou kartu také poražení finalisté Niedersachsenpokalu a Westfalenpokalu. Místo navíc má právo udělit ještě bavorský svaz, ten však uděluje výjimku vítězi regionální ligy Bavorska. Tyto 3 svazy mají právo udílet divokou kartu, protože mají největší registrovanou základnu fotbalistů v Německu. Všechna finálová utkání vysílá televize ARD. 
| Země                    | Zemský pohár                  | Nejznámější kluby                                                 |
| ----------------------- | ----------------------------- | ----------------------------------------------------------------- |
| Bádensko                | Badischer Pokal               | TSG 1899 Hoffenheim, Karlsruher SC, SV Sandhausen                 |
| Bavorsko                | Bayerischer Pokal             | Bayern Mnichov, 1. FC Norimberk, TSV 1860 München                 |
| Berlín                  | Berliner Pokal                | Hertha Berlín, 1. FC Union Berlín, Berliner FC Dynamo             |
| Braniborsko             | Brandenburgischer Landespokal | Energie Cottbus, SV Babelsberg 03, 1. FC Frankfurt                |
| Brémy                   | Bremer Pokal                  | Werder Brémy, Bremer SV, Altona 93                                |
| Hamburk                 | Hamburger Pokal               | Hamburger SV, FC St. Pauli                                        |
| Hesensko                | Hessenpokal                   | Eintracht Frankfurt, SV Darmstadt 98, FSV Frankfurt               |
| Meklenbursko-Pomořansko | Mecklenburg-Vorpommern-Pokal  | FC Hansa Rostock, TSG Neustrelitz, FC Schönberg 95                |
| Mittelrhein             | Mittelrheinpokal              | 1. FC Köln, Bayer 04 Leverkusen, SC Fortuna Köln                  |
| Niederrhein             | Niederrheinpokal              | Borussia Mönchengladbach, Fortuna Düsseldorf, MSV Duisburg        |
| Porýní                  | Rheinlandpokal                | Eintracht Trier, TuS Koblenz                                      |
| Dolní Sasko             | Niedersachsenpokal            | VfL Wolfsburg, Eintracht Braunschweig, Hannover 96                |
| Sasko                   | Sachsenpokal                  | RB Leipzig, Dynamo Dresden, FC Erzgebirge Aue                     |
| Sasko-Anhaltsko         | Sachsen-Anhalt-Pokal          | 1. FC Magdeburg, Hallescher FC, VfL Halle 1896                    |
| Sársko                  | Saarlandpokal                 | 1. FC Saarbrücken, SV Elversberg, FC 08 Homburg                   |
| Šlesvicko-Holštýnsko    | SHFV-Pokal                    | Holstein Kiel, VfB Lübeck, SC Weiche Flensburg 08                 |
| jižní Bádensko          | Südbadischer Pokal            | SC Freiburg                                                       |
| Jihozápad               | Südwestpokal                  | 1. FC Kaiserslautern, 1. FSV Mainz 05, VfR Wormatia Worms         |
| Durynsko                | Thüringer Pokal               | FC Rot-Weiss Erfurt, FC Carl Zeiss Jena, FSV Wacker 90 Nordhausen |
| Vestfálsko              | Westfalenpokal                | Borussia Dortmund, Schalke 04, SC Paderborn 07                    |
| Württembersko           | WFV-Pokal                     | VfB Stuttgart, Stuttgarter Kickers, SG Sonnenhof Großaspach       |